# لورن دیویس
لورن دیویس (انگلیسی: Lauren Davis؛ زاده ۹ اکتبر ۱۹۹۳) یک تنیس‌باز اهل ایالات متحده آمریکا است.